# 圖費什蒂鄉
44°59′07″N 27°47′41″E / 44.9854°N 27.7946°E
圖費什蒂鄉（羅馬尼亞語：Tufești, Brăila），是羅馬尼亞的鄉份，位於該國東南部，由布勒伊拉縣負責管轄，面積72平方公里，海拔高度15米，2007年人口5,774，人口密度每平方公里80人。